# George Monro Grant
George Monro Grant (22 décembre 1835 - 10 mai 1902) est un pasteur presbytérien, écrivain et militant politique canadien. Il fut le principal du Queen's College, de Kingston (Ontario) pendant 25 ans, de 1877 à 1902.
Il est à l'origine de la devise du Canada : A mari usque ad mare (« D'un océan à l'autre »).